# بیلی استیج
بیلی استیج (انگلیسی: Billy Stage; ۲۲ مارس ۱۸۹۳ – ۱۲ مهٔ ۱۹۵۷) بازیکن فوتبال اهل بریتانیا بود.
از باشگاه‌هایی که در آن بازی کرده‌است می‌توان به باشگاه فوتبال ساوت‌همپتون، باشگاه فوتبال بری، باشگاه فوتبال هیبرنین، باشگاه فوتبال فلیتوود، باشگاه فوتبال میدلزبرو، و باشگاه فوتبال برنلی اشاره کرد.